# Sapere aude

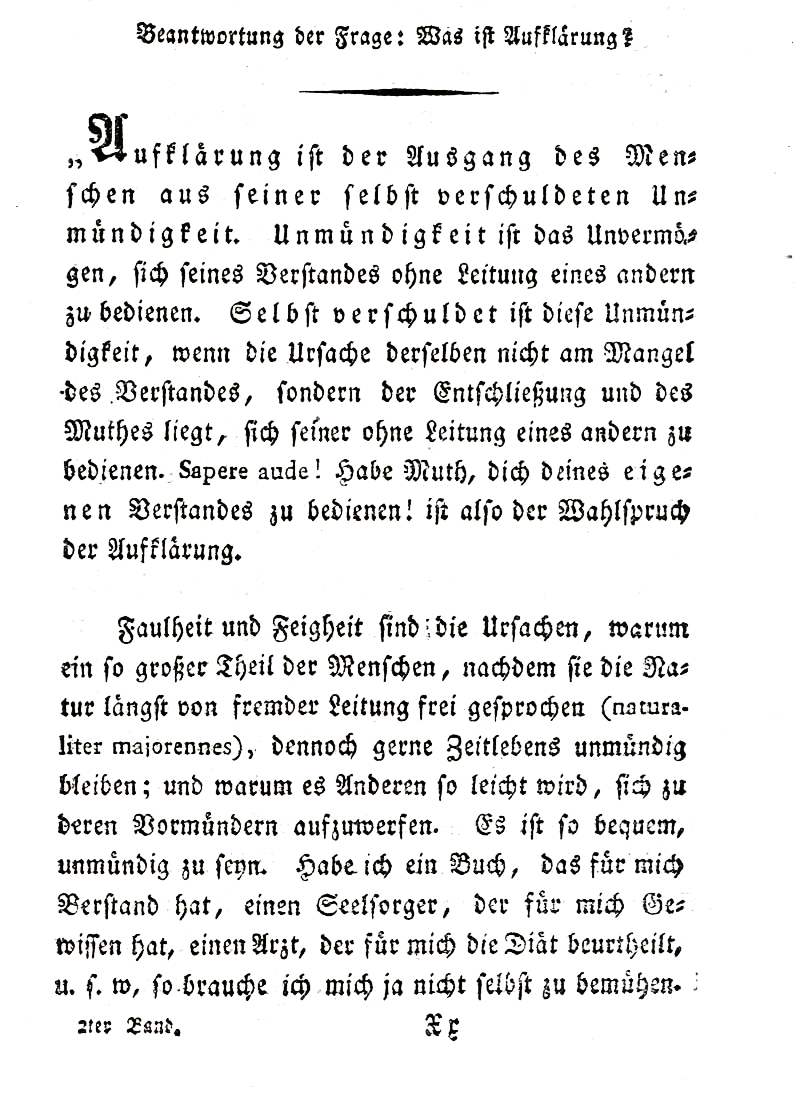
Kants Beantwortung der Frage: Was ist Aufklärung?

Sapere aude (Betone: sápere aúde) ist ein lateinisches Sprichwort und bedeutet Wage es, weise zu sein. Meist wird es in der Interpretation Immanuel Kants zitiert, der es 1784 zum Leitspruch der Aufklärung erklärte: „Habe Mut, dich deines eigenen Verstandes zu bedienen!“

## Herkunft
Das Zitat stammt aus dem ersten Buch der Episteln (Briefe), die der römische Dichter Horaz 20 v. Chr. veröffentlichte (Epist. I,2,40 f.). Der erste Hexameter mit Beginn des zweiten lautet: Dímidiúm factí, qui coépit, habét: saper(e) aúde, / íncipe. Rudolf Helm übersetzt: „Eínmal begónnen ist hálb schon getán. Entschlíeß dich zur Eínsicht! / Fánge nur án!“
Der erste Teil des Zitates hat selbst Sprichwort-Charakter erlangt: „Frisch gewagt ist halb gewonnen!“ In der näher an der lateinischen Form liegenden Übertragung heißt es: „Wer (erst mal) begonnen hat, hat (damit) schon zur Hälfte gehandelt!“
Der zweite Teil des Zitates besagt wörtlich „Wage es, weise zu sein!“, wobei aude der Imperativ Singular von audere (lat.: „wagen“, „wollen“, „begierig sein“) und sapere (lat.: eigentlich: „schmecken“; Wurzel: sap- = „schmecken“, „riechen“, „merken“; ahd. int-sebjan, „bemerken“; im übertragenen Sinn: „Weisheit erlangen“, „verstehen“) der Infinitiv in dieser Konstruktion ist.
Der dritte Teil: incipe ist ebenfalls ein Imperativ Singular und bedeutet: „[…] beginne!“ (von incipere)
Die Epistel, aus der der Vers stammt, handelt von den moralischen Lehren, die man aus Homers Dichtungen ziehen könne. Konkret geht es in den Versen 27–43 um das Exemplum des Antinoos und der anderen Freier der Penelope, die unter Feiern und Nichtstun in Odysseus’ Palast in den Tag hineinlebten, bis dieser nach Hause kam und sie alle umbrachte.

## Leitspruch der Aufklärung

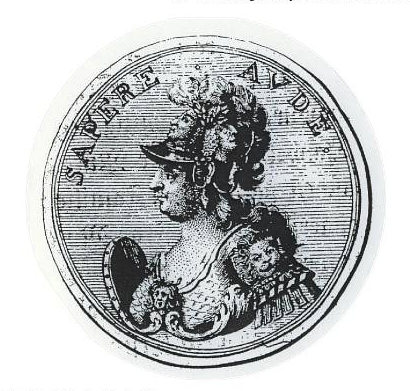
Medaille der Gesellschaft der Wahrheitsliebenden (1740 nach einem Entwurf Johann Georg Wachters)ː Vorderseite mit Brustbild der Minerva mit der Abbildung der Philosophen Leibniz und Wolff auf dem Helm

Das Motto wird 1736 am Ende des Vorwortes als Leitspruch der Logikabhandlung Artis cogitandi principia von Johann Jakob Breitinger verwendet.
Bereits ab 1740 nutzte die Gesellschaft der Wahrheitsliebenden (Alethophilen) und Johann Christoph Gottsched dieses Motto.
Berühmt wurde dieses Zitat mit der oben angeführten Übersetzung von Immanuel Kant in seinem Aufsatz Beantwortung der Frage: Was ist Aufklärung von 1784 als Leitgedanke der Aufklärung. Diese Umschreibung des Ausrufes sapere aude hat sich aber als Standardübersetzung nicht durchgesetzt.
Friedrich Schiller führte das Zitat als „vielbedeutenden Ausdruck“ eines „alten Weisen“ im 8. Brief seiner Abhandlung Über die ästhetische Erziehung des Menschen von 1795 an und übersetzte es mit „Erkühne dich, weise zu sein.“